# 香坊区
香坊区是黑龙江省哈尔滨市下辖的一个市辖区。香坊一名始于1938年7月1日，正式成立了香坊区公所。建成区面积95.35平方公里。2006年8月15日，经中国国务院批准，哈尔滨市的香坊区与动力区合并，组成新的香坊区。区人民政府驻三合路229号。

## 历史
在汉魏隋唐时，香坊区属少数民族游牧区，无行政建置。金朝时，归上京会宁府会宁县管辖。元朝香坊区是联系东北地区的交通要道，有3条驿道，12处驿站，归开元路万户府管辖。明朝设有卫管理行政，香坊区隶属阿失卫。清朝时期，阿勒楚喀副都统协领衙门管辖香坊地区。嘉庆19年（1814年），现在的香坊城区已有田家烧锅、厢房（香坊）、骆斗屯等村落。之后宾州府成立，现幸福乡、成高子镇划归宾州府的宾明、宾臻和宾休区管辖。
1909年，设置阿城县，现在的新香坊地区以北、兴隆沟以东及整个成高子镇、向阳乡等村屯归其管理，田家烧锅以南归双城府管辖。中东铁路局辟西香坊一带为自治地，被称为旧哈尔滨。宣统三年（1911年），双城府将东北一隅61个村屯划归宾州厅，田家烧锅也随之划归宾州厅。1913年，宾州厅分防同知撤消，改为滨江县。香坊区以现红旗大街（旧称一面街）为界，东部是田家烧锅、上号，归滨江县乡一区管辖；西部为中东铁路局第四警察署管理。

### 国民政府时期
1923年，国民政府成立东省特别行政长官公署，由警察署管理地方行政。在现香坊大街公安局旧址设立东省特别区第一区第四警察署。其管辖范围除现香坊区（包括前动力区）外，还包括平房和马家沟地区。1924年，国民政府实施保甲制度，当时香坊设有22保522甲。

### 满洲国时期
九一八事变爆发后，东北沦陷，1932年，满洲国建立，并控制了东北三省。
1933年6月21日，满洲国当局将哈尔滨「四市」（滨江、东省、哈尔滨、松浦市）合一，成立哈尔滨特别市。为便于统治将哈尔滨划为4个办事处。香坊区属于第二办事处。第二办事（(包括前动力区和平房区）所辖面积320平方公里，占整个城市的三分之一，管辖73个村屯。兴隆沟、灰菜沟、张家油坊、曹家窝堡、汲家店、刘春沟、三门杨家、长发屯、瓦盆窑、大嘎哈、莫力街、靠河寨、怀家窝堡。万家窝堡、胡芦头沟、万德号、信义村等20多个村屯从阿城划归香坊。香坊区的范围达到成高子和平水库（友谊水库）、张家湾、兴隆沟以及万家窝堡以东地区。
1938年7月1日，满洲国当局（哈尔滨市公署）公布了市区条例，废除了“保甲制度”，实行区制。哈尔滨被划分为10个区，区下设分区，分区下设牌，各区设事务所。根据《条例》规定，现在的香坊地区由第二办事处改称香坊区。下设平房、朝阳、大嘎哈、柳树林4个农村分区，在城区设升永街、六顺街、油坊街、通天街4个分区。
| 分区       | 户数 | 人口 | 保数 | 甲数 | 分区驻地 | 区长姓名 |
| ---------- | ---- | ---- | ---- | ---- | -------- | -------- |
| 升永街分区 | 1000 | 4000 | 3    | 70   | 安埠街   | 刘福     |
| 六顺街分区 | 1001 | 3404 | 4    | 50   | 六顺街   | 马××     |
| 油坊街分区 | 200  | 1015 | 1    | 20   | 油坊街   | 魏明德   |
| 通天街分区 | 300  | 1510 | 1    | 30   | 通天街   | 姜桂林   |
| 合计       | 2501 | 9929 | 9    | 170  |          |          |

### 中国人民解放军接管后
1946年5月3日，哈尔滨人民政府成立。7月，市委派政委庄启东（区委书记）和队长曾杨清（区长）到香坊开展“剿匪”，进行土改，建立政权以支援解放战争。庄启东、曾杨清带队到柳树林分区试点，然后组建了大嘎哈、平房、柳树林、朝阳4个分区，1948年开始试建行政村。

### 中华人民共和国成立后
1953年，哈尔滨改为中央直辖市（由东北人民政府代管）。11月23日，哈尔滨市人民政府决定调整区划，将城市区与农村区分开，设7个城市区和5个郊区。市委决定从香坊划出7个行政村、27个自然村组成平房区。

#### 人民公社时期
1958年8月20日，香坊区开始试办“城市人民公社”。9月27日，成立了香坊和机电两个城市人民公社。香坊区在1959年1月1日被撤销，将黎明乡、朝阳乡和哈平、通乡、和平、前进、安乐街5个街道办事处及驻区单位56个、6万人移交机电公社管辖。2个公社分家后，新香坊、孙家2个乡和安埠、通天、油坊、中山、六顺、香坊大街6个街道办事处归香坊公社管辖，公社辖60个自然屯，88个驻区单位，12万人口。
1959年5月3日，为了体现“人民公社”的“政社、政企合一”，公社决定，撤消街道办事处建置，建立胶合板、橡胶、建成、螺钉、轧钢、电碳、木材、六顺、啤酒、轴承、和平11个管理区。管理区领导街道委员会和驻区单位，以国营工厂为核心，组织和领导工厂企业、街道生产和群众生活。由于发现了许多问题如党政不分、政企职责不清，1960年8月5日公社党委27次常委（扩大）会议决定撤消管理区，建立中山、轴承、香滨、轧钢、通天、木材、电碳7个城市分社，1961年9月，将木材、电碳分社合并成立铁东分社。

#### 文化大革命时期
1966年5月16日，文化大革命开始之后，“造反派”夺权，组织混乱。1967年3月24日，香坊区“革命委员会”成立。1969年，经市革委批准，将6个城市分社划为3个人民公社，其中香滨、轧钢分社合并为红岩人民公社；通天、铁东分社合并为文革人民公社。1971年，成立新立公社。1972年1月2日，恢复原建置。
1978年12月28日，中国共产党十一届三中全会以后，区委调整了城市和农村管理体制。1979年10月3日，和平公社2000户城镇居民1.2万人组成12个居民委员会，成立成高子街道办事处；幸福公社3000户城镇居民1．4万人组成14个居民委员会，成立新香坊街道办事处。

#### 近期
1979年11月28日，6个城市公社改为街道办事处建制：中山公社改为六顺街道办事处；红岩公社改为安埠街道办事处；文革公社改为通天街道办事处；新化公社改为铁东办事处；新立公社改为红旗大街街道办事处。1980年1月11日，哈尔滨市革命委员会改为哈尔滨市人民政府，辖道里、道外、南岗、香坊、动力、太平、平房7个区。
1983年3月7日，香坊区取消农村公社和大、小队，建立和平、幸福、向阳3个乡政府、3个乡经济管理委员会，管辖43个行政村民委员会、197个村民小组。1985年3月7日，撤消和平乡和成高子街道办事处，成立成高子镇。1986年4月29日，哈政发［1986］6号文件将向阳乡所辖的黄河、曲坊、魏家油坊、弓箭铺、红光、红鲜6个村归成高子镇管辖。
2006年8月15日，经中国国务院批准，哈尔滨市的香坊区与动力区合并，组成新的香坊区。

## 人口
根據第七次人口普查數據，截至2020年11月1日零時，香坊區常住人口為1120185人。

## 行政区划
香坊区下辖20个街道办事处、4个镇：
香坊大街街道、安埠街道、通天街道、新香坊街道、铁东街道、新成街道、红旗街道、六顺街道、建筑街道、哈平路街道、安乐街道、健康路街道、大庆路街道、进乡街道、通乡街道、和平路街道、民生路街道、文政街道、王兆街道、黎明街道、成高子镇、幸福镇、朝阳镇、向阳镇、香坊实验农场和香坊区农垦。

## 科技教育

### 教育

#### 小学
- 哈尔滨市香坊小学校
- 哈尔滨市香坊第二小学校
- 哈尔滨市香滨小学校
- 哈尔滨市香安小学校
- 哈尔滨市香新小学校
- 哈尔滨市香红小学校
- 哈尔滨市东风小学校
- 哈尔滨市公滨小学校
- 哈尔滨市上号小学校
- 哈尔滨市清华小学校
- 哈尔滨市南虹小学校
- 哈尔滨市红街小学校
- 哈尔滨市铁东小学校
- 哈尔滨市轴承第三小学校
- 哈尔滨市香木子弟小学校
- 哈尔滨市轴承第一小学校
- 哈尔滨市轴承第二小学校
- 哈尔滨市朝鲜民族学校
- 哈尔滨市王兆新村小学校
- 哈尔滨市前进小学校
- 哈尔滨市工农兵小学校
- 哈尔滨市动力小学校
- 哈尔滨市中山路小学校
- 哈尔滨市旭升小学校
- 哈尔滨市大庆路小学校
- 哈尔滨市进乡小学校
- 哈尔滨市通乡小学校
- 哈尔滨市安通小学校
- 哈尔滨市格林小学校
- 哈尔滨市中英小学校
- 哈铁职工子弟第九小学校
- 哈尔滨市建筑第一小学校
- 哈尔滨市动源小学校
- 哈尔滨工程机械厂子弟学校
- 哈尔滨市和平小学校
- 哈尔滨市汽轮小学校
- 哈尔滨市民生路小学校
- 哈尔滨市星光小学校
- 哈尔滨亚麻集团子弟小学校
- 哈尔滨市风华小学校
- 哈尔滨市锅炉小学校
- 哈尔滨市电工小学校
- 哈尔滨市成高子朝鲜族小学校
- 哈尔滨市大嘎哈小学校
- 哈尔滨市和平小学校
- 哈尔滨市民强学校
- 哈尔滨市民胜小学校
- 哈尔滨市民利小学校
- 哈尔滨市荣升小学校
- 哈市幸福镇幸福小学校
- 哈尔滨市信义小学校
- 哈尔滨市莫力满族小学校
- 哈尔滨市光明小学校
- 哈尔滨市曹家小学校
- 哈尔滨市孙家小学校
- 哈尔滨市幸福镇柞树小学校
- 哈尔滨市幸福镇宏伟小学校
- 哈尔滨市先锋小学校
- 哈尔滨市向阳乡向阳小学校
- 哈尔滨市向阳乡金家小学校
- 哈尔滨市向阳乡里仁小学校
- 哈尔滨市向阳乡石槽小学校
- 哈尔滨市向阳乡东胜小学校
- 哈尔滨市向阳乡满族小学校
- 哈尔滨市向阳乡长胜小学校
- 哈尔滨市朝阳镇中心小学校
- 哈尔滨市朝阳镇第二小学校
- 哈尔滨市朝阳镇第三小学校
- 哈尔滨市朝阳镇第四小学校
- 哈尔滨市朝阳镇第六小学校
- 哈尔滨市朝阳镇第七小学校
- 哈尔滨市朝阳镇第八小学校
- 哈尔滨市朝阳镇第九小学校
- 哈尔滨市朝阳镇第十小学校
- 哈尔滨市黎明第一小学校
- 哈尔滨市黎明第二小学校
- 哈尔滨市黎明中心小学校
- 哈尔滨市黎明第四小学校
- 哈尔滨市黎明第五小学校
- 哈尔滨市黎明第六小学校
- 哈尔滨市黎明第七小学校
- 哈尔滨市黎明第八小学校
- 哈尔滨市黎明第九小学校
- 哈尔滨市黎明第十小学校
- 哈尔滨市哈平小学
- 哈尔滨市剑桥小学校
- 哈尔滨市兴华小学校
- 东北农业大学子弟小学校

#### 中学
- 哈尔滨市东方红中学
- 哈尔滨市香新中学
- 哈尔滨市英韬中学
- 农大附中
- 哈尔滨市剑桥三中
- 哈尔滨市阳光中学
- 哈尔滨市第四十六中学
- 哈尔滨市朝鲜族第一中学
- 哈尔滨市轴承高级中学
- 哈尔滨市工大实验中学
- 哈尔滨市德强高级中学
- 哈尔滨市第五十九中学
- 哈尔滨市第六中学
- 哈尔滨市第十一中学
- 哈尔滨市向阳中学
- 哈尔滨市香坊农场子弟校
- 哈尔滨市一三四中学
- 哈尔滨市第109中学
- 哈尔滨市第一五一中学
- 哈尔滨市黄河学校
- 哈尔滨市建成学校
- 哈尔滨市香和学校
- 哈尔滨市电碳学校
- 哈尔滨市木材学校
- 哈尔滨市轴承初级中学
- 哈尔滨市兴华学校
- 哈尔滨市德强学校（初中）
- 哈尔滨市天元学校
- 哈尔滨市建平学校
- 哈尔滨市第一三七中学
- 哈尔滨市第一一九中学
- 哈尔滨市第一一六中学
- 哈尔滨市第八十六中学
- 哈尔滨市八十一中学
- 哈尔滨市第三十九中学

##### 黑龙江省重点高中
- 哈尔滨市第六中学[17]

#### 大学
- 东北农业大学
- 东北林业大学
- 黑龙江中医药大学
- 哈尔滨理工大学

### 科技
香坊区内有哈电集团、轴承集团、哈量等大型企业。辖区内有东北农大、703研究所等高等院校和科研院所。

## 经济
工业的主要门类有汽配、食品加工、玻璃等，农业主产蔬菜。  

### 农、林、牧、渔业
香坊区总播种面积2985公顷（29.85平方千米），总产量120467吨。其中秋菜占主要，播种面积1813公顷（18.13平方千米），收获80893吨。

## 风景古迹
- 黑龙江省森林植物园：森林植物园始建于1958年。1988年正式对外开放，1992年被国家林业部批准为哈尔滨国家森林公园。植物园位于哈尔滨市香坊区哈平路，占地面积136公顷。
- 哈利路亚教堂：哈利路亚教堂位于香坊区油坊街，占地达5000平方米。
- 哈尔滨烈士陵园：哈尔滨烈士陵园是黑龙江省文物保护单位、全国重点烈士纪念建筑物保护单位，位于哈尔滨市动力区体育街1号。
- 尚志公园：尚志公园，原称香坊公园，为了纪念赵尚志同志，更名为尚志公园。公园有供群众瞻仰的赵尚志塑像。
- 遁园：又称马家花园

### 古迹
- 庙台子古遗址：1958年5月中旬，在成高子车站东约1公里庙台子沟北坡台地上，发现金代遗址1处，该遗址距阿什河约1公里，面积长约500米、东西宽约50米。
- 新香坊金代墓群:1982年7月31日，在新香坊的铁路危险品仓库施工中发现"石棺"墓群，随后进行了抢救性的发掘。勘探结果表明为金代古墓群。
- 莫力街古城遗址：1115年，完颜阿骨打称帝，建国号为金。安出虎水(今阿什河)是完颜部的发祥地，1124年于阿什河村寨建造上京城会宁。香坊区境内莫力街古城遗址便是当时建设的宫殿城堡之一，曾发掘出很多金代文物。1990年4月12日，香坊区政府地方志办公室的人员去莫力街踏查时，在城垣北侧10余米处农田地里发现一枚宋代铜钱"政和通宝"(1111年)。

## 交通

### 铁路
香坊站，位于哈尔滨市香坊区，是滨绥铁路沿线车站。隶属哈尔滨铁路局，是客运、货运兼备的一等站。2010年旅客发送量达38万人。

## 地理环境
香坊区位于哈尔滨市东南部，面积344.5平方公里，其中，建城区面积95.35平方公里，辖20街道办事处、4镇。香坊区处于寒温带，属于半湿润大陆性气候，其特点为四季分明。香坊区年平均降水量530毫米，年平均气温3.5摄氏度。